# 遠丸立
遠丸 立（とおまる たつ、1926年9月6日 - 2009年12月30日）は日本の詩人、文芸評論家。本名は進 隆（すすむ たかし）。
妻は詩人の貞松瑩子。筆名の呼称は、かつて「とおまる りつ」、「とうまる たつ」、「とおまる たかし」、「とおまる りゅう」の4つの読み（＝別名）があった。

## 来歴
福岡県出生。1955年　東京大学経済学部卒。1957年　明治大学大学院文学研究科修士課程了、日本文学専攻。
1961年から1993年まで、『方向感覚』同人、『未知と無知のあいだ』編集人を務めた。
1964年から1967年まで『犀』同人。
2009年、心筋梗塞のため死去。

## 著書
- 吉本隆明論 仮面社 1969
- 死者もまた夢をみる 私のなかのドストエフスキイ・私のなかの同時代作家たち 思潮社 1970
- 恐怖考 仮面社 1971
- 呪詛はどこからくるか 三一書房 1972
- 遠丸立詩集 方向感覚出版センター 1974
- 世界がうつくしく見えない 詩集 国文社 1977
- 死の文化史 泰流社 1979
- 無知とドストエフスキー 国文社 1981
- 海の記憶 詩集 砂子屋書房 1982
- 記憶の空間 白地社 1985
- 深沢七郎 文学と、ギターと 沖積舎 1986
- 兆 詩集　沖積舎 1988
- 埴谷雄高と神秘宇宙 ユングとの邂逅 武蔵野書房 1989
- 犯罪の中の子ども 小さき者たちの墓碑銘 現代書館 1991
- 埋もれた詩人の肖像 同時代詩史の落丁をひろう 武蔵野書房 1993
- 死者よ語れ 戦争と文学 武蔵野書房 1995
- 永遠と不老不死 春秋社 1996
- 野川物語 現代書館 2005